# I-363
I-363 — підводний човен Імперського флоту Японії, який взяв участь у бойових діях Другої світової війни.

## Загальна інформація
Корабель спорудили у 1944 році на верфі ВМФ у Куре. Він належав до типу D (також відомий як клас I-361) та проєктом призначався для здійснення транспортних місій з метою постачання численних японських гарнізонів, які з другої половини 1942-го почали дедалі частіше потрапляти у блокаду союзних сил. Втім, для самозахисту на човні все-таки зберегли два торпедні апарати (без запасних торпед).

## Бойова служба
9 жовтня 1944-го І-363 вирушив у свій перший транспортний рейс до Мікронезії, маючи на борту 90 тонн вантажу. Спершу 21―24 жовтня човен відвідав атол Трук у центральній частині Каролінського архіпелагу (тут тривалий час була головна база японського ВМФ у Океанії, проте в лютому 1944-го вона зазнала розгрому під час потужного рейду авіаносного з'єднання, а потім опинилась у блокаді), де узяв ще 10 тонн припасів. 28 жовтня І-363 прибув на острів Мерейон (атол Вулеаї за вісім сотень кілометрів на захід від Труку), залишив тут свій вантаж (а також 5 тонн пального), прийняв на борт сім пасажирів і 31 березня вже знову був на Труці (тут човен також залишив частину пального в обсязі 33 тонни). 2—15 листопада І-363 пройшов з Труку назад до Йокосуки, при цьому він перевіз 82 пілоти морської авіації.
10―26 грудня 1944-го човен провів другий транспортний рейс, цього разу до острова Мінаміторісіма (Маркус), куди доправив із Йокосуки 108 тонн припасів. Далі І-363 став на ремонт і вирушив із наступною місією до Мінаміторісіми лише 5 березня 1945-го. 13 березня човен розвантажився в пункті призначення, а 30 березня повернувся в Йокосуку.
Після третього транспортного рейсу І-363 призначили для переобладнання в носій керованих торпед «кайтен». У межах цього проєкту для розміщення п'яти «кайтенів» з човна зняли десантну баржу та палубну гармату.
28 травня 1945-го І-363 вирушив у свою першу бойову місію, маючи завдання діяти проти кораблів союзників у районі між островом Окінава (за який вже майже два місяці велись важкі бої) та західними Каролінськими островами. 15 червня майже за тисячу кілометрів на південний схід від Окінави човен зустрів конвой, атакувати який «кайтенами» не видавалось можливим через бурхливе море. Тоді з І-363 випустили звичайні торпеди, але жодного успіху досягнути не вдалось. 28 червня човен повернувся до метрополії.
8 серпня 1945-го І-363 вирушив до визначеного йому району бойового патрулювання північніше від Палау (західні Каролінські острови), проте вже 12 серпня його відкликали до Японського моря для можливої протидії радянському вторгненню (за три доби до того СРСР відкрив бойові дії проти Японії). 14 серпня в районі на північний схід від Кюсю І-363 обстріляв американський літак, що завдало лише незначних пошкоджень, проте призвело до загибелі двох членів екіпажу. 18 серпня (через кілька діб після капітуляції Японії) човен прибув до Куре, де потім здався союзникам.
27 жовтня 1945-го І-363 вийшов з Куре для переходу до Сасебо (західне узбережжя острова Кюсю). Втім, виконати це завдання не вдалось, оскільки 29 жовтня під час прямування біля східного узбережжя Кюсю човен підірвався на міні та затонув, загинули 36 членів екіпажу.
У 1966 році І-363 підняли та відправили на злам.